# Statue de Kyösti Kallio
La statue de Kyösti Kallio  (en finnois : Kyösti Kallion patsas) est une statue dans le quartier de Etu-Töölö à Helsinki en Finlande.

## Description
Le mémorial est une statue du président finlandais Kyösti Kallio, située dans le parc Eduskuntapuisto au nord du palais du Parlement de Finlande. 
La statue a été réalisée par son fils, le sculpteur Kalervo Kallio en 1962.
La statue est en bronze et son socle est en granite rouge. 
La hauteur de la statue est de 3,6 mètres et la hauteur du piédestal est de 1,7 mètres. 
La statue représente Kyösti Kallio assis sur une chaise.

## Histoire
Le comité pour la statue du président Kyösti Kallio a adressé une pétition au conseil municipal d'Helsinki  en février 1957 pour que la statue puisse être placée à l'extrémité sud de la pelouse devant le Palais du Parlement de Finlande, mais cette place a été allouée à la statue de Pehr Evind Svinhufvud. 
En 1961, la Commission immobilière d'Helsinki a proposé de placer temporairement la statue de Kyösti Kallio dans l'Esplanade d'Hesperia. 
Finalement, le parc Eduskuntapuisto, qui se trouve dans l'îlot urbain de l’Eduskuntatalo du côté nord du bâtiment, a été choisi comme emplacement. 
La sculpture a été commandée à Kalervo Kallio, le fils du président. 
Avec la statue de Pehr Evind Svinhufvud, c'est le deuxième monument présidentiel d'Helsinki pour lequel aucun concours ouvert n'a été organisé.
La statue a été dévoilée le 10 novembre 1962.
Le président Urho Kekkonen a pris la parole lors de l'événement.
Chaque 1er mai, la section d'Helsinki Parti du centre, fête la Journée internationale des travailleurs auprès de la statue de Kyösti Kallio.

## Galerie

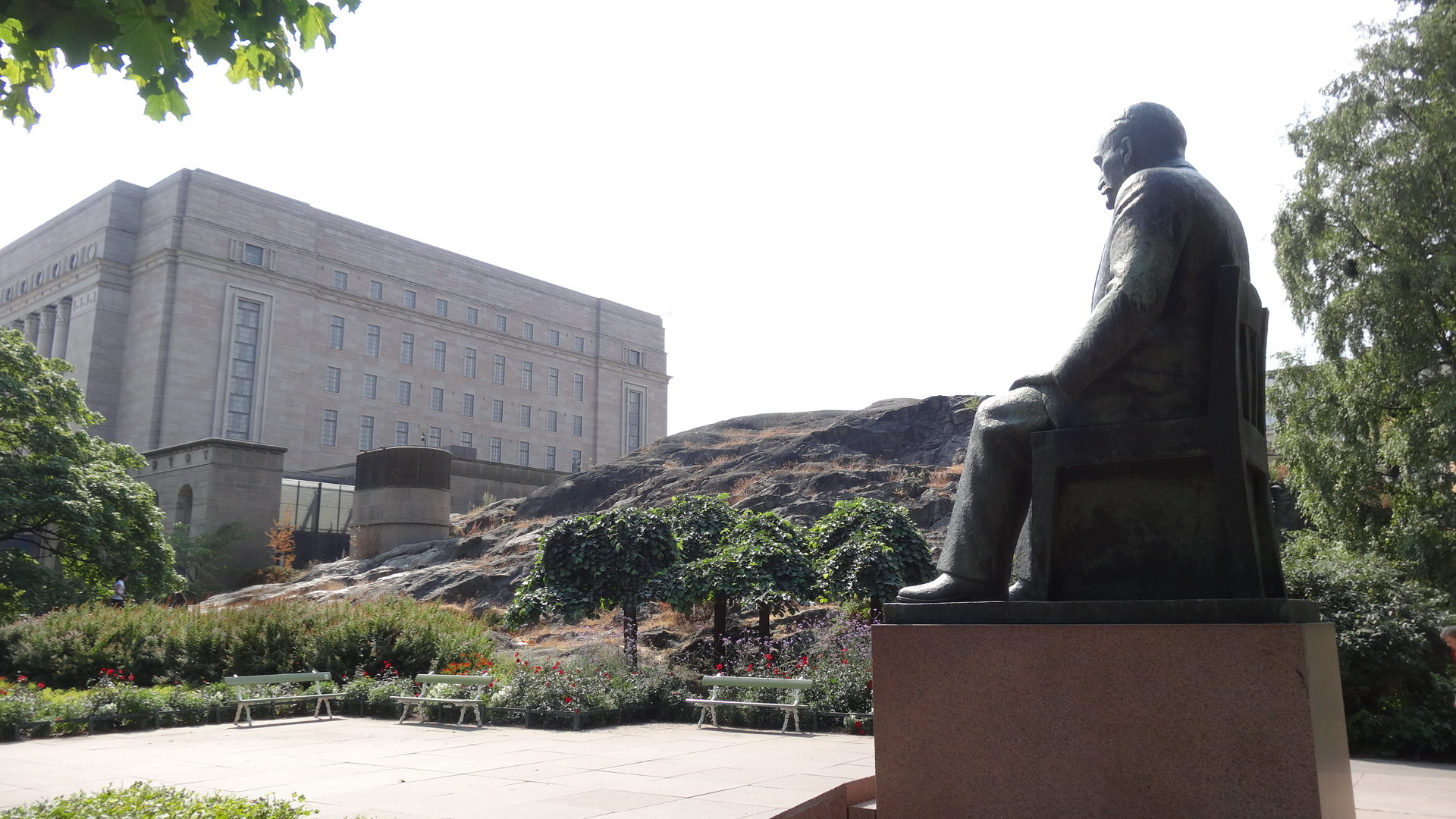